# Leucopis latifrons
Leucopis latifrons är en tvåvingeart som beskrevs av Beschovski och Merz 1998. Leucopis latifrons ingår i släktet Leucopis och familjen markflugor. Inga underarter finns listade i Catalogue of Life.